# منتخب بنغلادش للكريكت
منتخب بنغلاديش الوطني للكريكت (بالبنغالية: বাংলাদেশ জাতীয় ক্রিকেট দল)‏ هو المنتخب الذي يمثل بنغلاديش في المنافسات الدولية لرياضة الكريكت، والذي يقوم إتحاد بنغلادش للكريكت بإدارة شؤونه، يعتبر من أقوى المنتخبات في هذه الرياضة. أبرز إنجازاته هو وصوله إلى الدور الربع النهائي في كأس العالم للكريكيت في سنة 2015.

## وصلات خارجية
- موقع اتحاد بنغلاديش للكريكت